# 妙音堂
妙音堂（みょうおんどう）は、京都市上京区にある臨済宗相国寺派の寺院。大本山相国寺の塔頭大光明寺の飛び地境内。本尊は青龍妙音辨財天。出町妙音堂とも呼ばれている。

## 歴史
当堂は、そもそもは現在金閣寺がある場所に西園寺公経が建てた別荘・北山第の池の畔に元仁元年（1224年）に建てられた妙音堂がその始まりであるという。本尊として弁財天像が祀られていた他、西園寺家第二伝の弘法大師筆と伝わる青龍妙音辨財天画像も祀られていたとする。
嘉元4年（1306年）4月に左大臣西園寺公衡は娘である寧子（広義門院）を持明院統の後伏見上皇の後宮に女御として輿入れさせた。その際、寧子は北山第の妙音堂に祀られていた青龍妙音辨財天画像を念持仏として持参している。それが当堂の現在の本尊である。
南北朝時代、青龍妙音辨財天画像は伏見離宮内に祀られ、寧子の子である北朝の光厳天皇と光明天皇兄弟、孫の崇光天皇らに崇敬された。
その後、青龍妙音辨財天画像は崇光天皇から子の伏見宮栄仁親王に伝えられると、以降は伏見宮家に伝えられて伏見宮邸内に妙音堂が建立された。それが当寺の直接の始まりである。
また、西園寺家の別荘・北山第にあった妙音堂は足利義満が西園寺実永から北山第を買収して自らの邸宅・北山殿を建築する際に破却されている。そこで青龍妙音辨財天画像とともに祀られていた弁才天像は、その後、西園寺邸で祀られて現在は京都御苑内にある白雲神社の祭神となっている。
江戸時代の享保年間（1716年 - 1736年）、伏見宮貞建親王の代に伏見宮邸が河原町今出川下る東側の出町北鴨口に移転すると、それに伴って妙音堂も移されている。伏見宮貞敬親王の代になると伏見宮邸内は一新され、妙音堂も改築されて庶民の参拝が許されるようになった。
明治時代になると妙音堂は伏見宮邸とともに東京へ移されてしまうが、1901年（明治34年）にこの地の人々の請願によりかっての伏見宮邸に近い現在地に移された。
現在、妙音堂はかつて西園寺寧子が後伏見上皇の菩提を弔うため伏見離宮の隣に創建した大光明寺の飛び地境内となっている。
鴨川デルタのすぐ西側にある。

## 境内
- 六角堂（本堂）
- 拝殿
- 庫裏
- 豊川稲荷社

## 前後の札所
京都七福神（弁財天）

## 所在地
- 京都府京都市上京区桝形通出町東入青龍町5

## アクセス
- 京阪電気鉄道鴨東線 出町柳駅より徒歩約3分。
- 叡山電鉄叡山本線 出町柳駅より徒歩約3分。